# Hot hatchback
Um esportivo compacto (em inglês: hot hatchback) é uma variante de alto desempenho de um carro hatchback, por conta do uso de motores mais potentes e ajustes especiais no chassi.
O termo surgiu em meados da década de 1980; no entanto, versões de fábrica mais esportivas de hatchbacks têm sido produzidas desde a década de 1970. Geralmente é composto por um motor dianteiro e tração dianteira, usando gasolina como combustível, combinação esta mais comum de grupo motorpropulsor, no entanto, a tração nas quatro rodas se tornou mais regularmente usada desde 2010. A maioria dos hot hatches é de origem europeia ou asiática.

## História

### Décadas de 1960 e 1970
O Mini Cooper de 1961 foi um dos primeiros carros de alto desempenho a usar uma carroceria pequena e um layout FF, duas principais características de um hot hatchback. No entanto, o Mini não foi produzido no estilo hatchback até 2001, assim, não sendo considerado um hot hatch.

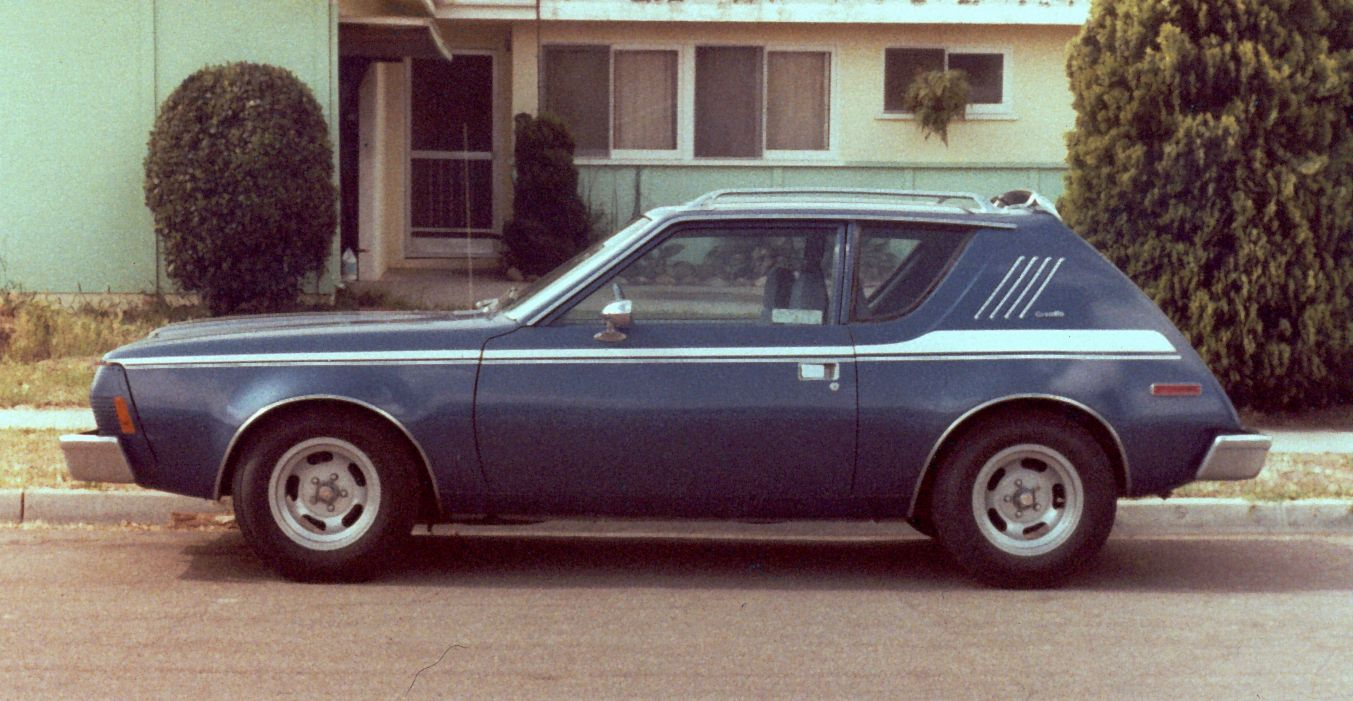
AMC Gremlin

O primeiro carro a atender aos critérios de um hot hatch, o AMC Gremlin, foi lançado nos Estados Unidos em 1º de abril de 1970. Promovido como "o primeiro subcompacto da América", ele veio de fábrica com um motor de seis cilindros em linha de 3,3L com uma atualização opcional de 3,8L. No ano modelo de 1972, ele estava disponível com um motor V-8 de 5L. O fabricante descreveu o Gremlin como "um companheiro para seus amigos e um ogro para seus inimigos", enfatizando seu desempenho e design radical em comparação com outros carros de sua classe. Comparado ao Volkswagen Beetle, era cinco centímetros mais longo, possuía uma economia de combustível similar e era vendido por US$1 a menos no leste dos EUA, embora seu motor básico entregasse 128 cavalos de potência, mais que o dobro do subcompacto alemão.

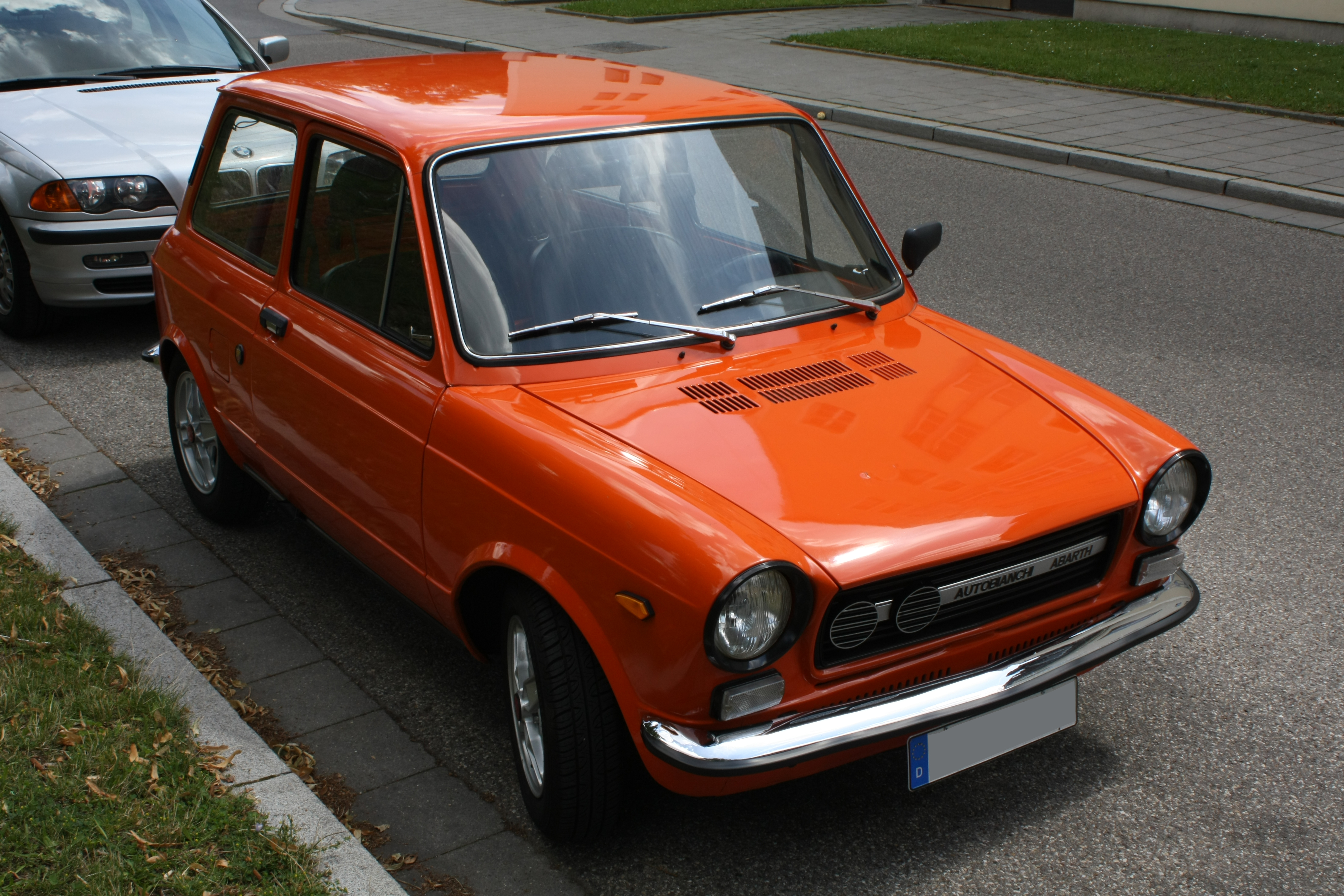
Autobianchi A112 Abarth

O primeiro hot hatch europeu foi o Autobianchi A112 Abarth, lançado em setembro de 1971. Foi preparado pela divisão esportiva do Grupo Fiat, a princípio com um motor de 982cc, obtido pelo aumento do curso, acoplado a um escapamento esportivo, um carburador twin-choke e um comando de válvulas diferente.
Em 1973, foi lançado o Simca 1100 Ti. Teve seu poder aumentado em 40% para 82 hp, o que resultou em um 0 a 100 km/h em menos de 12 segundos e uma velocidade máxima de 169 km/h. Outras atualizações incluíram freios a disco dianteiros, spoilers dianteiros e traseiros e rodas de liga leve. O Alfa Romeo Alfasud Ti foi lançado no mesmo ano. Junto com uma caixa de câmbio de 5 velocidades, ele apresentava uma versão mais potente do motor padrão de 1,2 litro, com 67hp adotando um carburador Weber de duplo afogador, permitindo que o pequeno compacto atinja 160 km/h.

O Renault 5 Alpine, colocado à venda em maio de 1976, tinha uma velocidade máxima de 177km/h e poderia acelerar de 0 a 60 km/h em menos de 10 segundos.
O carro creditado por estabelecer a popularidade dos hot hatches é o Volkswagen Golf GTI, que foi anunciado no Salão do Automóvel de Frankfurt de 1975 e lançado em julho de 1976. O Golf GTI foi originalmente designado para ser vendido apenas na Alemanha Ocidental, mas a partir de 1977 a Volkswagen começou a exportar o GTI, somente com o volante no lado esquerdo. A produção do GTI com volante à direita começou em 1979.

O Renault 5 Alpine e o Volkswagen Golf GTI, com a adição de um motor mais potente, manobrabilidade mais precisa, estilo de carroceria diferenciado, com spoilers adicionais e rodas de liga leve, ajudaram a criar o nascimento de um enorme mercado para carros hatchback pequenos e práticos com desempenho comparável ao de cupês contemporâneos, como o Ford Capri 2.0, Lancia Beta Coupe 2000 e Renault 17 TS.
Havia dois hot hatches criados especificamente para competições automobilísticas. Em 1978, a Vauxhall criou o Chevette HS e o HSR, equipando-os com um motor de quatro cilindros em linha de 2,3 litros e um cabeçote de 16 válvulas. Equipado com dois carburadores Stromberg, o motor desenvolveu 133hp (o HSR desenvolveu 148hp). Em 1979, a Chrysler desenvolveu o Lotus Sunbeam, que usava o motor Lotus 1973cc 16V quatro cilindros em linha. Com potência de saída de 147hp e um 0-100 km/h  de 6,6 segundos. Apesar de ter tração traseira, o Sunbeam é considerado um hot hatch.

### Década de 1980
Até o início da década de 1980, o Volkswagen Golf Mk1 GTI e o Renault 5 Alpine dominaram o segmento de mercado de hot hatches, que recebeu esse nome retrospectivo em muitos mercados europeus.
Por volta de 1984, o mercado de hatchbacks com desempenho mais esportivo cresceu, e muitos fabricantes adicionaram uma variante hot hatch à sua linha. Os aumentos de potência foram alcançados por meio de carburadores atualizados (por exemplo, o Ford Fiesta XR2),  injeção de combustível (por exemplo, o Peugeot 205 GTI ), turbocompressão (por exemplo, o Renault 5 GT Turbo), supercompressão (por exemplo, o Polo G40) ou instalação de motores maiores (por exemplo, o Fiat Ritmo Abarth 130 TC de 2,0 litros).  Outros importantes hot hatches da década de 1980 incluem o Ford Escort RS Turbo, o Opel Kadett GTE (também conhecido como Vauxhall Astra GTE), o Renault 11 Turbo, o Lancia Delta HF Integrale (tração nas quatro rodas), o Citroën AX GT e o Suzuki Swift GTi.
No final da década de 1980, o hot hatch era extremamente popular na Europa e estava conquistando outros mercados ao redor do mundo. O breve apogeu dos ralis do Grupo B levou o gênero hot hatch ao seu limite, e um pequeno número de variantes de altíssimo desempenho foram fabricadas para cumprir as regras do rali (frequentemente chamadas de "especiais de homologação"). Esses veículos representavam um ramo breve e extremo do hot hatch e incluíam veículos notáveis como o Lancia Delta S4, MG Metro 6R4 e Peugeot 205 T16.

### Década de 1990
Os fabricantes europeus continuaram a produzir hot hatches durante a década de 1990, incluindo o Ford Fiesta RS Turbo, Ford Escort RS Cosworth, Peugeot 106 Rallye/GTi, Peugeot 306 GTi-6/Rallye, Renault Clio Williams, SEAT Ibiza GTi/GT 16v/Cupra, Volkswagen Golf GTI/VR6 e Ford Focus.
Os fabricantes japoneses também começaram a produzir hot hatches, incluindo o Honda Civic Type R, Mazda 323 GT-R, Nissan Pulsar GTI-R, Suzuki Swift GTi e Toyota Corolla GTi.

### Anos 2000
Os hot hatches continuaram a ficar mais rápidos durante os anos 2000, com um número crescente de modelos usando motores com turbocompressores. Durante a década de 2000, os fabricantes começaram a enfatizar a submarca de seus derivados de hatchbacks, como o Renault Sport da Renault,  a OPC da Opel, a VXR da Vauxhall e a Abarth da Fiat.
Os hot hatches construídos na Europa a partir dos anos 2000 incluem o Abarth Grande Punto, Alfa Romeo 147 GTA, Audi S3, Ford Fiesta ST, Ford Focus ST/RS,  MG ZR,  Mini Cooper S/JCW,  Opel/Vauxhall Astra SRi Turbo/OPC/VXR, Peugeot 206 RC/207 GTi,  Renault Clio RS / Mégane RS, SEAT León Cupra/FR+SEAT Ibiza Cupra/FR e Volkswagen Golf GTI/Golf R. Os hot hatches construídos na Ásia incluíam o Honda Civic Type R, Mazdaspeed 3  e Proton Satria GTi.

### Década de 2010
Embora o sistema de tração nas quatro rodas esteja disponível para hot hatches desde a década de 1980, o aumento da potência dos carros resultou numa maior adoção do sistema de transmissão em vários hot hatches na década de 2010, como o Volkswagen Golf R 2010, Audi RS 3 2011, Mercedes-Benz A 45 AMG 2013, e o Ford Focus RS 2015.
Com esses modelos expandindo a definição de hot hatches de tração dianteira para incluir também tração nas quatro rodas, as versões hatchback do Subaru Impreza WRX/STI que foram produzidas em vários momentos podem ser consideradas hot hatches. No entanto, o WRX/STI é geralmente considerado um sedã compacto (para rivalizar com o Mitsubishi Lancer Evolution), em vez de um hatchback.
A maioria dos hot hatches continuou com o layout tradicional de tração dianteira, com muitos modelos produzindo mais de 266hp  e o Ford Focus RS 500 produzindo 340hp. A BMW M135i/M140i é um raro exemplo de um hot hatch com tração traseira da década de 2010.
Outro desenvolvimento técnico para hot hatches desde 2010 é o uso crescente de transmissões de dupla embreagem.
A W177 Mercedes-AMG A 45 S, que foi lançado em 2019, é o primeiro hot hatch produzido em massa que ultrapassou os 400hp, com seu motor M139 produzindo 557hp.

## Ásia
Os hot hatches construídos no Japão incluem o Honda City Turbo de 1982, o Isuzu Piazza XS Turbo de 1984, o Suzuki Cultus GTi de 1986, o Nissan March Super Turbo de 1988, o Toyota Corolla GTi (AE92) de 1988, o Daihatsu Charade GTti de 1989, o Toyota Starlet GT Turbo de 1990, o Mazda 323 GT-R de 1992, o Mitsubishi Mirage Cyborg R de 1992, o Nissan Pulsar GTI-R de 1994, o Nissan Pulsar VZ-R N1 de 1995, o Toyota Starlet Glanza de 1996, o Honda Civic Type R de 1997, o Toyota Yaris TS de 1999, o Toyota Corolla TS de 2004, o Suzuki Swift Sport de 2005, o Mitsubishi Colt Ralliart Version-R de 2006, o Mazdaspeed3 de 2007, Subaru Impreza WRX STI hatchback 2008, Toyota GR Yaris 2020.
Os fabricantes sul-coreanos começaram a produzir hot hatches em 2013 com o Kia Pro_Cee'd GT. O primeiro hot hatch da Hyundai, o i30 N, foi lançado em 2017 e foi premiado como Melhor Hot Hatch no UK Car of the Year Awards de 2018. O Veloster N foi lançado em 2019 e foi premiado como o Carro de Desempenho do Ano de 2020 pela Road and Track Magazine.

## América do Norte
Na década de 1980, os hot hatches construídos pela Ford nos Estados Unidos incluem o Escort GT de 1983 (e seu gêmeo, o Mercury Lynx XR3),. Os hot hatches da Chrysler incluem o Dodge Omni GLH de 1984 e o Shelby GLHS de 1986. A General Motors produziu o Chevrolet Cavalier Z24 de 1986, o Pontiac Sunbird GT de 1986 e o Buick Skyhawk Sport Hatch de 1987, com escotilhas traseiras, no entanto, esses são cupês hatchback, em vez de hatchbacks tradicionais.
Os hot hatches norte-americanos mais recentes incluem o Ford Focus SVT 2002, Dodge Caliber SRT-4 2008, e o Ford Focus RS 2016.
A Ford interrompeu a produção dos modelos Fiesta e Focus em 2018, o que também encerrou a produção dos modelos ST e RS e deixou as montadoras americanas sem ofertas de hot hatch.

## Recordes

### Aceleração
O hot hatch a gasolina com aceleração mais rápida é o Audi RS 3, com 3,8 segundos até 100 km/h, enquanto o hot hatch elétrico mais rápido é o Hyundai Ioniq 5 N, fazendo 100km/h em 3,4 segundos.

### Velocidade máxima
O recorde de velocidade máxima de um hot hatch é detido pelo Honda Civic Type R, com 275 km/h.

### Mais aerodinâmico
O hatchback mais aerodinâmico é o Mercedes Classe A AMG com 0,25 Cd.